# Molise Chardonnay spumante di qualità
Il Molise Chardonnay spumante di qualità è un vino spumante DOC la cui produzione è consentita nelle province di  Campobasso e  Isernia.

## Caratteristiche organolettiche
- spuma: fine e persistente
- colore: bianco paglierino con riflessi verdolini
- odore: fresco, fruttato
- sapore: delicato ed armonico, anche leggermente vivace

## Produzione
Provincia, stagione, volume in ettolitri
- nessun dato disponibile